# Hans Wahlman
Hans Jonsson Wahlman, född 16 april 1848 i Alfta församling, Gävleborgs län, död 28 januari 1934 i Alfta församling, Gävleborgs län, var en svensk riksspelman och folkmusiker. Han deltog vid Riksspelmansstämman på Skansen 1910.